# Araneus taigunensis
Araneus taigunensis är en spindelart som beskrevs av Zhu, Tu och Hu 1988. Araneus taigunensis ingår i släktet Araneus och familjen hjulspindlar. Inga underarter finns listade i Catalogue of Life.